# Ministère fédéral des Affaires sociales (Autriche)
Pour les articles homonymes, voir Ministère fédéral du Travail.
Le ministère fédéral des Affaires sociales, de la Santé, des Soins et de la Protection des consommateurs (en allemand : Bundesministerium für Soziales, Gesundheit, Pflege und Konsumentenschutz, BMSGPK) est le département ministériel responsable de la protection sociale, de la santé publique, des soins de santé et de la consommation en Autriche.
Il est dirigé depuis le 8 mars 2022 par Johannes Rauch.

## Histoire
Le premier département ministériel à vocation sociale apparaît en 1918, lors de la proclamation de la République, sous le nom d'office d'État pour la Protection sociale. Il est renommé office d'État pour les Affaires sociales en 1919, puis ministère fédéral des Affaires sociales en 1920. Supprimé avec l'Anschluß de 1938, il est rétabli en 1945, d'abord comme office d'État, puis comme ministère fédéral peu de temps après.
En 1987, il reçoit l'ensemble des compétences sur l'emploi et le travail, partiellement détenues jusqu'ici par le ministère fédéral de l'Économie, et devient à cette occasion le ministère fédéral du Travail et des Affaires sociales. L'absorption du ministère fédéral de la Santé dix ans plus tard le transforme en ministère fédéral du Travail, de la Santé et des Affaires sociales.
Son organisation connaît un important changement en 2000, lorsque la coalition noire-bleue décide de le séparer en deux. Les compétences sur le travail reviennent au ministère fédéral de l'Économie, et le ministère des Affaires sociales prend le titre de ministère fédéral de la Sécurité sociale et des Générations, tout en élargissant son autorité à la politique familiale. Séparé de ses compétences sur la santé publique et les affaires féminines en 2003, il est alors rebaptisé ministère fédéral de la Sécurité sociale, des Générations et de la Protection des consommateurs.
En 2007, la grande coalition nouvellement formée le renomme ministère fédéral des Affaires sociales et de la Protection des consommateurs. Il retrouve un peu moins de deux ans plus tard ses compétences sur le travail et devient le ministère fédéral du Travail, des Affaires sociales et de la Protection des consommateurs. Il absorbe en décembre 2017 le ministère fédéral de la Santé, et abandonne en janvier 2020 ses compétences sur l'emploi au profit d'un ministère fédéral spécifique.

## Titulaires depuis 1945
| Nom | Nom                   | Dates du mandat | Dates du mandat | Parti       | Gouvernement(s)                               |
| --- | --------------------- | --------------- | --------------- | ----------- | --------------------------------------------- |
| | Johann Böhm           | 27/04/1945      | 20/12/1945      | SPÖ         | Renner                                        |
| | Karl Maisel           | 20/12/1945      | 23/01/1956      | SPÖ         | Figl I, II et III Raab I                      |
| | Anton Proksch         | 23/01/1956      | 25/10/1965      | SPÖ         | Raab I, II, III et IV Gorbach I et II Klaus I |
| | Grete Rehor           | 19/04/1966      | 03/03/1970      | ÖVP         | Klaus II                                      |
| | Rudolf Häuser         | 21/04/1970      | 30/09/1976      | SPÖ         | Kreisky I, II et III                          |
| | Gerhard Weißenberg    | 01/10/1976      | 01/10/1980      | SPÖ         | Kreisky III et IV                             |
| | Alfred Dallinger      | 09/10/1980      | 23/02/1989      | SPÖ         | Kreisky IV Sinowatz Vranitzky I et II         |
| | Walter Geppert        | 10/03/1989      | 09/10/1990      | SPÖ         | Vranitzky II                                  |
| | Josef Hesoun          | 17/12/1990      | 06/04/1995      | SPÖ         | Vranitzky III et IV                           |
| | Franz Hums            | 06/04/1995      | 20/01/1997      | SPÖ         | Vranitzky III et IV et V                      |
| | Eleonora Hostasch     | 20/01/1997      | 04/02/2000      | SPÖ         | Klima                                         |
| | Elisabeth Sickl       | 04/02/2000      | 24/10/2000      | FPÖ         | Schüssel I                                    |
| | Herbert Haupt         | 24/10/2000      | 24/01/2005      | FPÖ         | Schüssel I et II                              |
| | Ursula Haubner        | 24/01/2005      | 11/01/2007      | FPÖ         | Schüssel II                                   |
| | Ursula Haubner        | 24/01/2005      | 11/01/2007      | BZÖ         | Schüssel II                                   |
| | Erwin Buchinger       | 11/01/2007      | 02/12/2008      | SPÖ         | Gusenbauer                                    |
| | Rudolf Hundstorfer    | 02/12/2008      | 26/01/2016      | SPÖ         | Faymann I et II                               |
| | Alois Stöger          | 26/01/2016      | 18/12/2017      | SPÖ         | Faymann II Kern                               |
| | Beate Hartinger-Klein | 18/12/2017      | 22/05/2019      | FPÖ         | Kurz I                                        |
| | Walter Pöltner        | 22/05/2019      | 03/06/2019      | Indépendant | Kurz I                                        |
| | Brigitte Zarfl        | 03/06/2019      | 07/01/2020      | Indépendant | Bierlein                                      |
| | Rudolf Anschober      | 07/01/2020      | 13/04/2021      | Die Grünen  | Kurz II                                       |
| | Wolfgang Mückstein    | 19/04/2021      | 08/03/2022      | Die Grünen  | Kurz II Schallenberg Nehammer                 |
| | Johannes Rauch        | 08/03/2022      | En fonction     | Die Grünen  | Nehammer                                      |
| Titre du portefeuille - Depuis 2020 : Affaires sociales, Santé, Soins et Protection des consommateurs (Soziales, Gesundheit, Pflege und Konsumentenschutz) |                       |                 |                 |             |                                               |